# Танцюючі чоловічки
«Танцю́ючі чолові́чки», також «Чоловічки в танці» та «Пригода з чоловічками в танці» — твір із серії «Повернення Шерлока Холмса» шотландського письменника Артура Конана Дойля. Уперше опубліковано Strand Magazine у 1903 році.
Сам автор пізніше заніс цю історію до свого списку «12 улюблених історій про Шерлока Холмса».

## Сюжет

Танцюючі чоловічки, намальовані Конан Дойлем

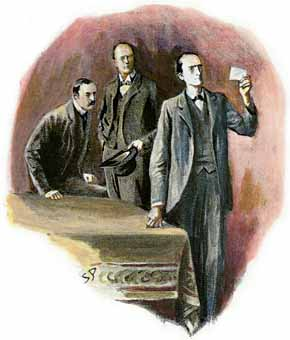
Холмс вивчає «чоловічків»

До Шерлока Холмса звертається по допомогу містер Хілтон К'юб. Рік тому він одружився з міс Ілсі Патрік, а місяць тому його дружина отримала листа з Америки, який дуже стурбував її. Дізнатися, що було в листі, містер К'юбі не міг — адже він дав їй обіцянку не питати, а лист був знищений місіс К'юбі відразу після прочитання.
Невдовзі біля будинку містера К'юбіта стали з'являтися малюнки, на яких були зображені чоловічки у різних позиціях, що ніби «танцюють». Коли місіс К'юбі побачила їх вперше, вона знепритомніла, а зараз вона постійно стривожена.

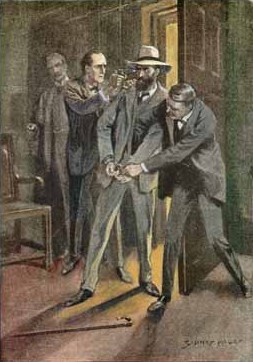
Арешт Слені

Холмс з К'юбітом вирішують, що К'юбі буде перебувати вдома та стежити за всіма подіями, а нові малюнки з «танцюючими чоловічками» надсилатиме детективу.
Зібравши чималу кількість зображень чоловічків, Холмс починає їх розшифровувати. Розгадавши шифр, він надсилає телеграму-відповідь. Через два дні К'юбі надсилає нових «чоловічків». Побачивши їх, Шерлок вирішує негайно їхати в Норт-Уелш зі словами «Ми дозволили цій справі зайти надто далеко». Отримавши телеграму, Холмс каже, що К'юбі потрапив у заплутану ситуацію. Коли, нарешті, Холмс прибув в Норт-Велшем, Хілтон К'юбі був убитий, а його дружина важко поранена.
У підсумку, «танцюючі чоловічки» виявилися шифром з прапорцями, які оголошували про кінець слова. Шерлок Холмс, який проаналізував раніше 160 різних шифрів, зламав шифр методом атаки на основі підібраного відкритого тексту. Останнє повідомлення говорило «Ілсі, готуйся до смерті». Вбивцею та автором малюнків виявився містер Аб Слені — колишній наречений Ілсі Патрік, бандит з Чикаго. Вона втекла від нього в Англію, де той розшукав її. У результаті їх листування вона погодилася поговорити з ним через вікно о третій годині ночі, коли чоловік її буде спати, в замін на обіцянку Аба дати їй спокій. Вона запропонувала йому грошей, щоб відкупитися, від чого він сказився, схопив її за руку, прибіг чоловік з револьвером, Аб з Хілтоном вистрелили один в одного, К'юбі був убитий, Слені залишився цілий. Після цього Ілсі спробувала застрелитися. Шерлок Холмс, приїхавши і обстеживши місце злочину, послав записку Абу Слені, в якій танцюючими чоловічками повідомлялося: «Приходь негайно». Містер Слені прийшов і був узятий Холмсом.
Ілсі Патрік одужала, а Аб Слені був засуджений на каторжні роботи.